# Mr. Brightside
Mr. Brightside è un singolo del gruppo musicale statunitense The Killers, pubblicato il 29 settembre 2003 come primo estratto dal primo album in studio Hot Fuss.

## Descrizione
Il brano è stato scritto dal cantante Brandon Flowers e dal chitarrista Dave Keuning, ed è stato oggetto di una causa giudiziaria indetta da Buss Bradley, batterista della band nella sua formazione originaria, il quale dichiarava di essere stato l'autore della canzone. Le sue accuse furono però smentite, in quanto all'epoca della scrittura il batterista non era ancora tra i membri della band.
Nel febbraio 2012, è stata decretata come il terzo ritornello più esplosivo di tutti i tempi dalla rivista NME.
Il 21 novembre 2020, il portale di riferimento Chart Data certifica il brano come prima canzone degli anni duemila a superare la quota complessiva di un miliardo di streaming su tutte le piattaforme d'ascolto.

## Video musicale
Il video è ambientato in uno spettacolo burlesque, dove nasce una sorta di rapporto tra il cantante e una delle ballerine, la stessa ragazza (l'attrice Izabella Miko) che reciterà poi nel video di Miss Atomic Bomb (dell'album Battle Born). Alla fine lui, stufo di essere costantemente "tradito", se ne andrà lasciandola da sola.
Nel videoclip compare l'attore Eric Roberts.

## Classifiche

### Classifiche settimanali
| Classifica (2003-22) | Posizione massima |
| -------------------- | ----------------- |
| Australia            | 23                |
| Austria              | 61                |
| Regno Unito          | 10                |
| Paesi Bassi          | 66                |
| Nuova Zelanda        | 15                |
| Stati Uniti          | 10                |

### Classifiche di fine anno
| Classifica (2022) | Posizione |
| ----------------- | --------- |
| Australia         | 18        |
| Regno Unito       | 29        |
| Classifica (2023) | Posizione |
| Australia         | 29        |
| Regno Unito       | 22        |
| Classifica (2024) | Posizione |
| Australia         | 34        |
| Regno Unito       | 22        |